# シンガポール動物園
シンガポール動物園（英語:Singapore Zoo、中国語:新加坡动物园、マレー語:Zoo Singapura）は、シンガポールの中央集水自然保護区にある動物園。地元ではマンダイ・ズー（Mandai Zoo）と呼ばれることも多い。面積は28ヘクタールにわたり、1973年にシンガポール政府が900万シンガポールドルを投じて建設した。現在は年間140万人が訪れるシンガポール有数の観光名所の一つとなり絶滅危惧種を含む300種以上の動物が展示されており、開業以来堀など用い動物が逃げ出さないようにするための障壁を観客から隠す「開かれた展示」を行っている。世界最大のオランウータン類の群れを飼育していて、1977年には霊長類学のFrancine Neagoが6ヶ月間に渡るオランウータン類の生態研究を行っている。

## 歴史
建設計画は1969年よりスタートし、シンガポール環境省は新たな娯楽施設の建設にむけて土地の確保をすすめため池周辺の土地88ヘクタールを動物学的施設（動物園やサファリパークなど）の建設用地として確保した。1970年にはスタッフの雇用、1971年には展示施設の建設が相次いで始まり、展示動物はディーラーからの購入やスポンサーからの寄付によって収集された。スリランカのコロンボ動物園のLyn de Alwisが熱帯地域の動物園固有の問題対策の特別コンサルタントとしてシンガポール動物園に招致された。
1973年6月23日に開園し、開園当初は72種210点の動物と130人のスタッフという規模であった。1990年には展示動物は160種1600点にまで増え、多くの展示場ではそれぞれの動物が自然環境に近い状態での展示がおこなわれている。

## 現状

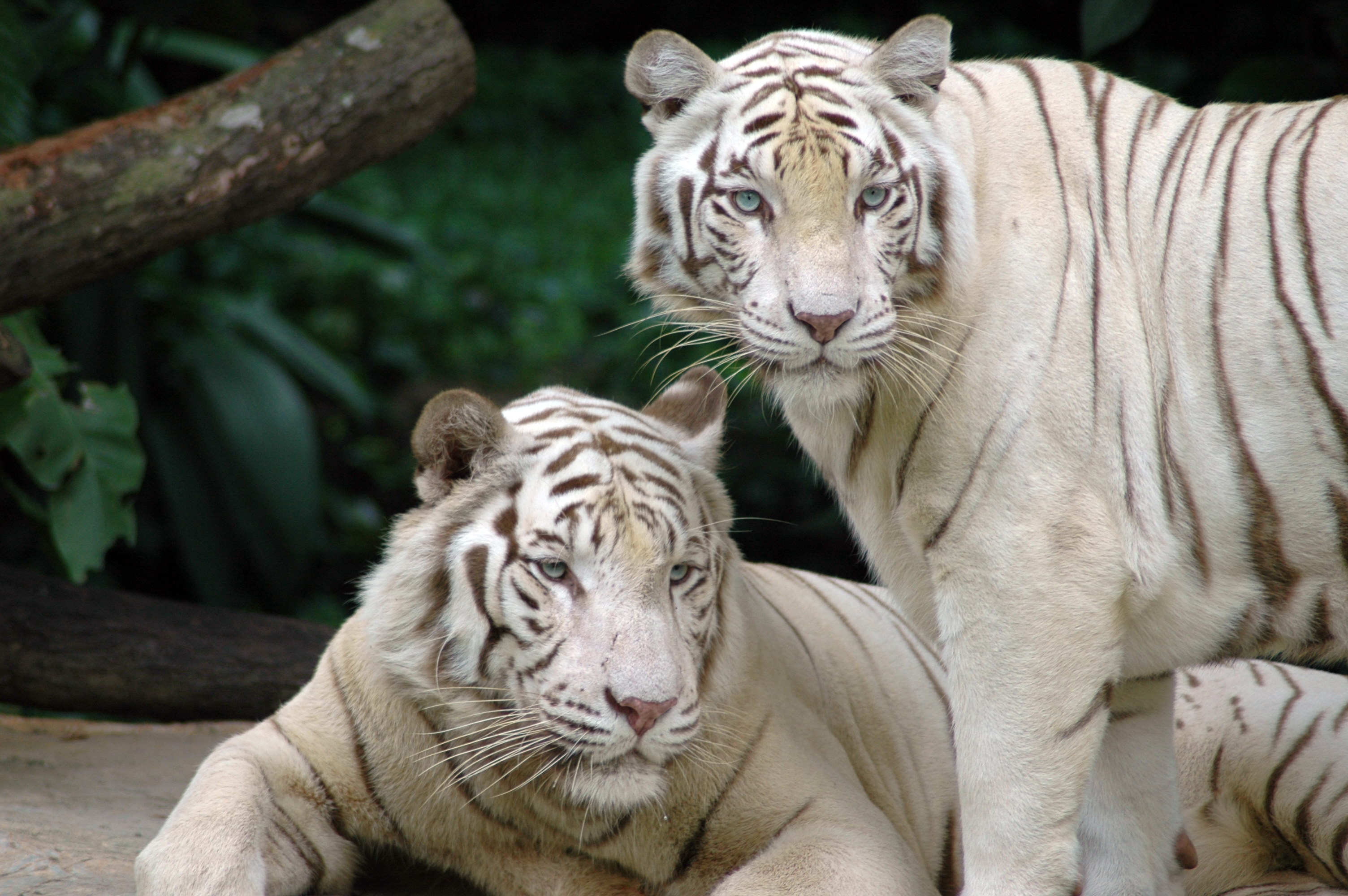
ホワイトタイガー

自然環境に近い状態の展示場や堀によって観客と展示動物を隔てる「オープン・ズー（open zoo）」というコンセプトのモデルとなっている。堀はかなりの低位置に作られるか低木などによって観客の目に触れることのないよう作られており、堀を登って脱出してしまう可能性のある動物に関してはガラスの窓がついている展示場を使用している。
「オランウータンとの朝食」というプログラムを実施しており、シンガポールの観光産業の象徴的存在ともなっていた「アーメン」（阿明:2008年2月まで生存）を含むオランウータン類と一緒に朝食を楽しむことができるほか、動物への給餌は動物園の名物イベントとなっている。周囲にはナイトサファリや自然保護区の樹木に覆われた地域が広がっておりこれらがさらに自然に近い感覚を醸し出す重要な要素となる。
園内には来園者の足となる様々な乗り物があり、トラムや馬車が利用できるほか車椅子やベビーカーもレンタルすることが出来る。また園内の各所にある施設では誕生パーティーや結婚式を開ける場所もある。年間パスポートである「Friends of the Zoo」を購入すると、一年間の入場パスのほか園内のトラム乗り放題、Wildlife wondersという季刊誌の無料配布、ギフトの10%割引といったサービスを受けることができる。
世界で初めてホッキョクグマの繁殖に成功した動物園としても知られており、1990年に誕生したイヌーカはマスコット的存在となっている。

## 主な展示施設
- エチオピアの峡谷（Great Rift Valley of Ethiopia）-マントヒヒの群れやヌビアアイベックス、サーバルといった動物を展示している。
- フラジャイル・フォレスト（Fragile Forest) -熱帯雨林を再現した環境の中でフタユビナマケモノやワオキツネザル、マレーオオコウモリやグリーンイグアナなどの生物を放し飼いにしている。
- ワイルド・アフリカ（Wild Africa)
- オーストラリアの荒野（Australian Outback)
- 爬虫類の庭(Reptile Garden)
- レプトピア(Reptopia)
- ツリー・トップ・トレイル(Treetops Trail)
- アジアの象(Elephants of Asia)
- 猫の国(Cat Country)

## 受賞歴
- シンガポール・ツーリズム・アワード
  - 最優秀レジャー施設賞（Best Leisure Attraction Experience）
  - 最優秀観光施設管理賞（Best Managed Tourism Attraction）
  - 最優秀アトラクション賞（Best Leisure Attraction）
  - レジャーアトラクション・オブ・ザ・イヤー（Leisure Attraction of the Year）
  - 家族向けアトラクションベスト10（Top 10 Best Family Experience）
- ASEAN観光協会賞
  - 最優秀新アトラクション（Best New Attraction in ASEAN）マントヒヒの展示場が受賞。